# Международная черкесская ассоциация
«Международная Черкесская Ассоциация» (МЧА; Черк. «Дунейпсо Адыгэ Хасэ») — российская неправительственная общественная организация.

## Деятельность
Деятельность организации основывается на принципах добровольности, равноправия, самоуправления, законности, гласности, открытости, уважения прав и свобод человека и гражданина.
Целями Организации заявлены:
- объединение усилий и координация деятельности черкесских общественных объединений — членов Организации, содействующих возрождению и развитию культурного и духовного наследия черкесского народа, сохранению его национальной самобытности, восстановлению подлинной истории черкесов;
- содействие решению экономических, социальных, культурных и религиозных проблем, стоящих перед черкесским народом;

- содействие созданию необходимых условий для объединения черкесов и дальнейшего расширения связей черкесской диаспоры с исторической родиной;

- представление законных интересов, содействие защите экономических, социальных и иных прав членов Организации;
- содействие укреплению мира, дружбы и согласия между народами, предотвращению социальных, национальных и иных конфликтов

Организация ведёт деятельность на территории Российской Федерации, других государств, где имеются общественные объединения — члены Организации или её обособленные подразделения.
Организация выступала за независимость Абхазии. Как отметил в 2006 году президент ассоциации Касболат Дзамихов, «нас просто не устраивает политика нынешнего руководства Грузии в отношении Абхазии».
В августе 2008 года организация выпустила обращение к ОБСЕ, России и мировому сообществу с осуждением действий грузинского руководства  в ходе войны в Грузии: «Власти Грузии, ставящие собственные политические амбиции выше человеческих жизней и интересов своего народа, грубо и цинично нарушили все ранее достигнутые международные договоренности. <...> трагические события в Южной Осетии, спровоцированные открытой вооружённой агрессией Грузии против мирных жителей и группы российских миротворцев, повлёкшие за собой гибель многих сотен людей, многочисленные разрушения городов и сел, вызывают глубокое возмущение, <...> кровь погибших мирных жителей и воинов-миротворцев на совести грузинского руководства и возглавляемых ими вооруженных формирований». По мнению ассоциации, «руководство Республики Грузия второй раз открывает кровопролитную войну и ввергает в очередной раз грузинский народ в трагическую ситуацию, противопоставляя его всем кавказским народам».
По инициативе МЧА, по словам Президента Международной черкесской ассоциации Хаути Сохрокова, в рамках решения вопросов депортации была создана специальная комиссия, состоящая из людей, хорошо знакомых со всеми проблемами соотечественников, прибывших из-за рубежа. В неё вошли и представители исполкома МЧА. Эта комиссия будет постоянно работать с различными государственными учреждениями, а помогать им будут и квалифицированные юристы.
Представители молодежных черкесских организаций обвиняют руководство МЧА в полной подконтрольности российским федеральным властям.
В сентябре 2016 года из России был депортирован вице-президент МЧА, председатель Федерации кавказских ассоциаций (КАФФЕД) Яшар Асланкая с запретом въезда до 2020 года.
В 2017 году КАФФЕД в Турции принял решение приостановить свое членство в Международной черкесской ассоциации. МЧА заявила о готовности уладить конфликт с КАФФЕД.

## История
В начале второй половины XIX в. адыги, претерпев неимоверные физические лишения и тяготы, находясь в состоянии демографической катастрофы, постепенно адаптируются к условиям проживания на чужбине. Оказавшись в чуждой языковой и культурно-исторической среде, черкесы столкнулись с опасностью возможной потери этнокультурной самобытности в результате ассимиляционных процессов, и смогли мобилизовать весь свой культурный потенциал для сохранения себя как этноса. Этому способствовали создаваемые с начала XX в. первые общественно-благотворительные и культурно-просветительские объединения. После младотурецкой революции особенно много черкесских общественных организаций возникают в Турции. Уже в 1908 году в Стамбуле организуется Черкесское общество единения и взаимопомощи (Хасэ). В 1928 г. в Дамаске создается Черкесское общество по обучению и сотрудничеству. В октябре 1932 г. в Аммане возникает Черкесская Благотворительная ассоциация.
Черкесы (адыги) диаспоры преодолели много трудностей, чтобы сохранить свою самоидентификацию. В этом огромную роль сыграли названные и другие общественные объединения, которые в зависимости от времени и условий проживания занимались сохранением своей этнической культуры (языка, хабзэ, обрядности и т. д.). Самая большая проблема — это сужение сферы использования родного языка, которым даже внутри семьи уже не владеют младшие поколения. В последние десятилетия актуализировалось соотношение национального и религиозного в сознании и повседневной жизни адыгов.
Представления об исторической родине на Кавказе, передаваемые в диаспоре от одного поколения другому, любовь к родному отечеству и при малейшей возможности стремление вернуться на родину — все это постепенно сложилось как национальная черкесская идея, объединявшая адыгские этнические группы в единое целое в странах проживания.
Советское государство прекратило и запретило контакты и иные связи между черкесами (адыгами) Северного Кавказа и диаспорой. Зарубежным черкесам отказывали в репатриации, в посещении исторической родины. Положение изменилось после Второй мировой войны только в отношении определённых восточнославянских этнических групп (например, некрасовцев), которым разрешили вернуться в СССР.
Формирование двухполюсного мира, «холодная война» и политика «железного занавеса» являлись теми объективными факторами, которые разъединяли черкесов диаспоры и СССР. Турция, в которой проживало преобладающая часть соотечественников, стала членом НАТО, что не способствовало дружественным взаимоотношениям между странами.
В конце 1950-х — начале 1960-х, в период «оттепели» в Москве был организован Комитет по культурным связям с соотечественниками за рубежом. С 1966 года в Москве открылась ассоциация «Родина», филиалы которой были учреждены в некоторых союзных республиках и в Кабардино-Балкарии. По сути через эти организации стала выстраиваться система взаимоотношений между соотечественниками зарубежья и исторической родины. Начался обмен официальными делегациями, диаспора стала получать книги и журналы на родном языке, черкесская молодежь Иордании и Сирии, а позже Турции, получила возможность обучаться в вузах Кабардино-Балкарии и Адыгеи.
Демократические процессы в СССР с 1985 г. (политика «перестройки» и гласности) открыли черкесской диаспоре широкую дорогу на родину предков. С 1989 г. началась активная работа по созданию международной политической и культурной ассоциации черкесов. Инициаторами создания такой организации выступили адыги в Голландии и ФРГ во главе с Фатхи Раджабом и Батыраем Озбеком.
На рубеже 1980—1990 гг. под влиянием общественно-политических изменений в СССР и других странах в черкесском мире происходит перелом в осознании своего этнического, культурного и языкового единства. В Кабардино-Балкарии, Адыгее, Карачаево-Черкесии, Краснодарском крае, Ставропольском крае и Абхазии возникают многочисленные общественные организации и национальные движения, в первую очередь «Адыгэ Хасэ». Они начинают активно ставить перед властями проблемы соотечественников, помощи возвращающимся репатриантам в оформлении документов, в поиске жилья и в их трудоустройстве.
4-5 мая 1990 г. в поселении Ден Алердник (под Амстердамом) прошла первая организационная конференция, которая начала готовить общечеркесский конгресс. Он состоялся 19-20 мая 1991 г. в Нальчике. В работе конгресса участвовали делегации от черкесского зарубежья Турции и Ближнего Востока (Сирии, Иордании и Израиля), Европы (Германия, Голландия и Франция), США, а также делегаты от общественных организаций Кабардино-Балкарии, Карачаево-Черкесии, Адыгеи, Краснодарского края, Абхазии, официальные делегации названных республик и регионов. Конгресс создал Всемирную Черкесскую Ассоциацию, позже переименованную в Международную Черкесскую Ассоциацию (МЧА). Был принят Устав МЧА, зарегистрированный в Минюсте СССР и РФ. Согласно этому нормативному акту высшим органом МЧА стал Конгресс, созываемый раз в три года. Конгресс избирает Президента МЧА, Исполком и формирует Совет, которые осуществляют координацию работы всех черкесских обществ-учредителей МЧА. С первого дня функционирования МЧА её членом является и Абхазия. Всего состоялось 8 конгрессов МЧА: первый — 19-20 мая 1991 г.; второй — 20-25 июля 1993 г. (г. Майкоп, РА); третий — 24-26 июля 1996 г. (г. Черкесск, КЧР); четвёртый — 25-28 июня 1998 г. (г. Краснодар); пятый — 26-28 июля 2000 г. (г. Нальчик, КБР); шестой — 17-18 августа 2003 г. (г. Нальчик, КБР); седьмой — 5-7 мая 2006 г. (г. Стамбул, Турция); восьмой — 2-4 октября 2009 г. (г. Майкоп, РА); девятый — октябрь 2012 г. С 1991 г. Президентами МЧА избирались Юрий Калмыков, Абубекир Схаляхо, Борис Акбашев, Заурби Нахушев, Касболат Дзамихов и Каншоуби Ажахов.
Документальные источники позволяют условно обозначить наиболее значимые этапы в истории МЧА. Этап становления организации приходится на первую половину 1990-х годов. Общая нестабильность политической жизни и кризисные явления на Северном Кавказе обусловили преобладание политических задач в деятельности МЧА. Следующий, переходный этап, охватывает вторую половину 1990-х годов. Стабилизация общеполитической ситуации в России при сохранении напряженности и конфликтов в регионе Северного Кавказа позволили осуществить лишь частичный поворот от политических к национально-культурным задачам. Третий, современный этап деятельности МЧА отражает укрепление российской государственности в начале 2000-х годов, перелом в тенденциях этнополитического развития на Северном Кавказе и позитивный поворот в положении национальных меньшинств в Турецкой Республике, где проживает около 6 млн черкесов (по данным Великого национального собрания Турции). Все это позволило вывести на новый уровень деятельность МЧА, наладить систематическую работу Исполкома и Совета с черкесскими объединениями (учредителями ассоциации) в Турции, Сирии, Иордании, Европе и США, сосредоточив основное внимание на решении актуальных общественно-политических и культурных задач этноса в XXI столетии. А если характеризовать условия существования на данном этапе, то черкесы (адыги), как и весь остальной мир, живут в условиях глобализации. Она способствует, с одной стороны, сближению стран и государств, открытию границ. Благодаря большей активности и подвижности увеличивается способность адыгов поддерживать между собой связи, где бы они ни жили. С другой стороны, там, где раньше существовали островки компактного проживания черкесских соотечественников в диаспоре, под влиянием той же урбанизации и глобализации они размываются. Тем самым масштабы рассеянности по миру не уменьшаются, а наоборот, увеличиваются.
Отделения международной организации «Адыгэ хасэ» есть во многих западных и ближневосточных странах, во всех вышеперечисленных республиках, в Москве, Санкт-Петербурге, — и все они активно работают.